# Tomari-te
Tomari-te (泊手) é dos três estilos tradicionais/clássicos de karate[a] Surgiu da evolução da luta nativa de Okinawa sob a influência de comerciantes e diplomatas chineses, que levaram até a região seus estilos e formas de lutas, kung fu, principalmente, por volta do fim do século XVII. Além dessas influências, convergiram atributos dos outros dois estilos tradicionais, Naha-te e Shuri-te.

## História
O estilo da cidade de Tomari desenvolveu-se como evolução do Okinawa-te, sob fortes influênicas do quan fa chinês. É que a cidade ficava a meio caminho entre a capital do reino de Ryukyu e o porto marítimo. Lá se fixaram, idos desde a China, vários mestres de artes marciais, os quais paulatinamente mesclaram seus conhecimentos com os locais. Compunham este conjunto oficiais diplomáticos, mercadores, navegantes e nativos de Okinawa, que foram estudar em China.
Por outro lado, em que pese a localização da cidade, o estilo não se tornou muito influente quantos os demais. Isto se deve ao fato de que os moradores, em sua grande maioria, não eram da elite dominante, mas pescadores. Ainda assim, surgiram mestres célebres, como Kosaku Matsumora (1829-1898), Kokan Oyadomari (1827-1905), Karyu Uku (1800-1850) e Kishin Teruya (1804-1864), dentre outros.
Eventualmente, na transição entres os séculos XIX e XX, as escolas do Tomari-te e Shuri-te foram condensadas no estilo Shorin-ryu.

## Características
Tomari-te possui características dos estilos Naha-te e Shuri-te, contando com golpes lineares e circulares. Os deslocamentos e movimentos são feitos numa linha central, que deve ser usada para atacar e defender.
A base de treinamento é Shiko dachi, sobre a qual se faziam caminhadas no dojo, carregando-se objetos, como forma de aprimorar e fortalecer a postura. Diferente do que ocorre com os outros estilos, o kata Kushanku tinha movimentos acrobáticos, o que reflete certa influência dos estilos do norte de Quan fa.
As técnicas são principalmente leves e velozes, buscando reações naturais e espontâneas durante uma luta. Assim, a técnica de seiken não faz parte do repertório do estilo, posto deixar exposta e eventualmente vulnerável as costas das mãos, que, se sofrerem, um golpe causarão dor forte e incapacitação. A posição das mãos nos ataques resta em tate, com punho vertical.
Em Tomari-te, também há a consciência de usar a força do oponente contra ele próprio, e as defesas fazem ênfase na movimentação do corpo — Tai sabaki — com esquivas, para atacar as partes vulneráveis expostas.

## Kata
São os mais conhecidos: Annankō, Bassai, Gojushiho, Kushanku, Chinto, Jiin, Jion, Jutte, Rohai, Wankan e Wanshu.